# Francisco Pérez (Radsportler, 1978)

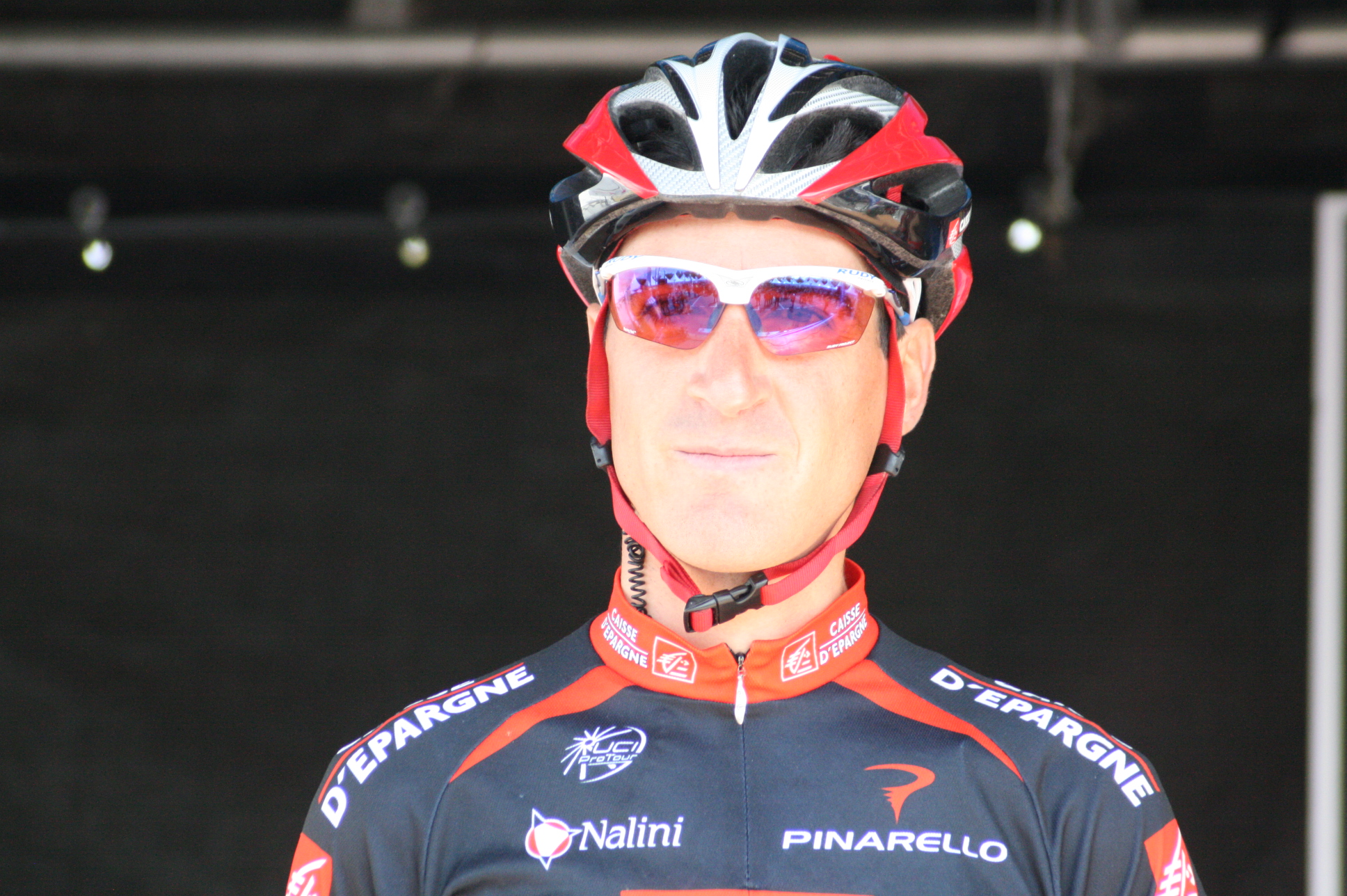
Francisco Pérez bei den Vier Tagen von Dünkirchen 2010

Francisco Javier Pérez Sanchez (* 22. Juli 1978 in Murcia) ist ein ehemaliger spanischer Radrennfahrer.

## Karriere
Pérez wurde 2003 beim Radsportteam Milaneza Profi. Im selben Jahr konnte er zwei aufeinanderfolgende Etappen bei der Tour de Romandie gewinnen. Nach der Tour de Romandie 2003 wurde Pérez wegen Dopings mit EPO für 18 Monate gesperrt und musste 2000 Schweizer Franken Strafe zahlen.
Mitte 2005 wechselte er zum ProTeam Illes Balears-Caisse d’Epargne. Für diese Mannschaft gewann er das Eintagesrennen Clásica de Almería und nahm an mehreren Grand Tours teil. Seine beste Platzierung war Rang 28 beim Giro d’Italia 2006.
Zum Ende des Jahres 2011 beendete er seine aktive Radsport-Laufbahn.

## Erfolge
2003
- Gesamtwertung und eine Etappe GP Internacional MR Cortez
- zwei Etappen Tour de Romandie

2006
- Clásica de Almería

## Grand-Tour-Platzierungen
| Grand Tour            | 2005 | 2006 | 2007 | 2008 | 2009 |
| --------------------- | ---- | ---- | ---- | ---- | ---- |
| Giro d’ItaliaGiro     | –    | 28   | –    | 67   | –    |
| Tour de FranceTour    | –    | –    | 72   | –    | –    |
| Vuelta a EspañaVuelta | 52   | –    | –    | –    | 88   |

## Teams
- 2001: Gresco-Tavira
- 2002: Porta da Ravessa-Zürich
- 2003.08/2005: Milaneza
- 08/2005–2011: Illes Balears / Caisse d’Epargne / Movistar